# Мусир
Муси́р (рос. Мусыр) — річка в Удмуртії (Сюмсинський район), Росія, права притока Лумпуна.
Річка починається біля залізничної станції Весела вузькоколійної залізниці. Русло спрямоване спочатку на південний схід, потім на схід. Впадає до Лумпуна нижче присілку Харламовська Пристань. В середній течії створено ставок.
Русло вузьке, долина неширока. Береги заліснені, в нижній течії заболочені. Над річкою не розташовано населених пунктів, в середній течії річку перетинала Кільмезька вузькоколійна залізниця.
| Річка | Це незавершена стаття про річку. Ви можете допомогти проєкту, виправивши або дописавши її. |